# أوسيولا (إنديانا)
أوسيولا (بالإنجليزية: Osceola, Indiana)‏ هي بلدة أمريكية تقع في الولايات المتحدة في St. Joseph County. يقدر عدد سكانها بـ 2,463 نسمة ومساحتها 3.55 كم2 وترتفع عن سطح البحر 225 متر.

## التركيبة السكانية
قام مكتب تعداد الولايات المتحدة بتحديد بيانات التركيبة السكانية لأوسيولا في تعداد الولايات المتحدة. في ما يلي، التركيبة السكانية حسب تعدادي 2000 و2010.

### تعداد عام 2000
بلغ عدد سكان أوسيولا 1,859 نسمة بحسب تعداد عام 2000، وبلغ عدد الأسر 714 أسرة وعدد العائلات 521 عائلة مقيمة في البلدة. في حين سجلت الكثافة السكانية 1,361.2 نسمة لكل ميل مربع (525.6/كم2). وبلغ عدد الوحدات السكنية 739 وحدة بمتوسط كثافة قدره 541.1 نسمة لكل ميل مربع (208.9/كم2).
وتوزع التركيب العرقي للبلدة بنسبة 97.79% من البيض و 0.11% من الأمريكيين ذوي الأصول الآسيوية و 0.43% من الأمريكيين الأفارقة و 0.91% من عرقين مختلطين أو أكثر.
بلغ عدد الأسر 714 أسرة كانت نسبة 33.6% منها لديها أطفال تحت سن الثامنة عشر تعيش معهم، وبلغت نسبة الأزواج القاطنين مع بعضهم البعض 57.3% من أصل المجموع الكلي للأسر، ونسبة 11.5% من الأسر كان لديها معيلات من الإناث دون وجود شريك، وكانت نسبة 27.0% من غير العائلات. تألفت نسبة 21.4% من أصل جميع الأسر من أفراد ونسبة 8.5% كانوا يعيش معهم شخص وحيد يبلغ من العمر 65 عاماً فما فوق. وبلغ متوسط حجم الأسرة المعيشية 3.01، أما متوسط حجم العائلات فبلغ 2.60.
بلغ العمر الوسطي للسكان 38 عاماً. وكانت نسبة 25.9% من القاطنين تحت سن الثامنة عشر، وكانت نسبة 8.2% بين الثامنة عشر والأربعة وعشرون عاماً، ونسبة 29.3% كانت واقعةً في الفئة العمرية ما بين الخامسة والعشرون حتى والأربعة وأربعون عاماً، ونسبة 24.1% كانت ما بين الخامسة والأربعون حتى الرابعة والستون، ونسبة 12.5% كانت ضمن فئة الخامسة والستون عاماً فما فوق. يوجد لكل 100 أنثى 101.6 ذكر، ويوجد لكل 100 أنثى في الثامنة عشر من عمرها فما فوق 99.7 ذكر.
بلغ متوسط دخل الأسرة في البلدة 43,657 دولار، أما متوسط دخل العائلة فبلغ 45,707 دولار. وكان متوسط دخل الذكور 33,036 دولار مقابل 25,000 دولار للإناث. وسجل دخل الفرد الخاص بالبلدة 18,051 دولار. وكانت نسبة 3.4% من العائلات ونسبة 3.7% من السكان تحت خط الفقر، وكان من هؤلاء نسبة 4.7% تحت سن الثامنة عشر ونسبة 4.7% في الخامسة والستين من العمر وما فوق.

### تعداد عام 2010
بلغ عدد سكان أوسيولا 2,463 نسمة بحسب تعداد عام 2010، وبلغ عدد الأسر 905 أسرة وعدد العائلات 672 عائلة مقيمة في البلدة. في حين سجلت الكثافة السكانية 1,811.0 نسمة لكل ميل مربع (699.2/كم2). وبلغ عدد الوحدات السكنية 979 وحدة بمتوسط كثافة قدره 719.9 لكل ميل مربع (278.0/كم2).
وتوزع التركيب العرقي للبلدة بنسبة 95.5% من البيض و 0.2% من الأمريكيين الأصليين و 0.7% من الأمريكيين ذوي الأصول الآسيوية و 0.2% من سكان جزر المحيط الهادئ و 1.4% من الأمريكيين الأفارقة و 1.7% من عرقين مختلطين أو أكثر.
بلغ عدد الأسر 905 أسرة كانت نسبة 39.4% منها لديها أطفال تحت سن الثامنة عشر تعيش معهم، وبلغت نسبة الأزواج القاطنين مع بعضهم البعض 54.9% من أصل المجموع الكلي للأسر، ونسبة 12.8% من الأسر كان لديها معيلات من الإناث دون وجود شريك، بينما كانت نسبة 6.5% من الأسر لديها معيلون من الذكور دون وجود شريكة وكانت نسبة 25.7% من غير العائلات. تألفت نسبة 19.4% من أصل جميع الأسر من أفراد ونسبة 7.3% كانوا يعيش معهم شخص وحيد يبلغ من العمر 65 عاماً فما فوق. وبلغ متوسط حجم الأسرة المعيشية 3.09، أما متوسط حجم العائلات فبلغ 2.72.
بلغ العمر الوسطي للسكان 35.7 عاماً. وكانت نسبة 27.4% من القاطنين تحت سن الثامنة عشر، وكانت نسبة 7.4% بين الثامنة عشر والأربعة وعشرون عاماً، ونسبة 28.8% كانت واقعةً في الفئة العمرية ما بين الخامسة والعشرون حتى والأربعة وأربعون عاماً، ونسبة 25.4% كانت ما بين الخامسة والأربعون حتى الرابعة والستون، ونسبة 10.9% كانت ضمن فئة الخامسة والستون عاماً فما فوق. وتوزع التركيب الجنسي للسكان بنسبة 50.6% ذكور و49.4% إناث.